# Schtreimel

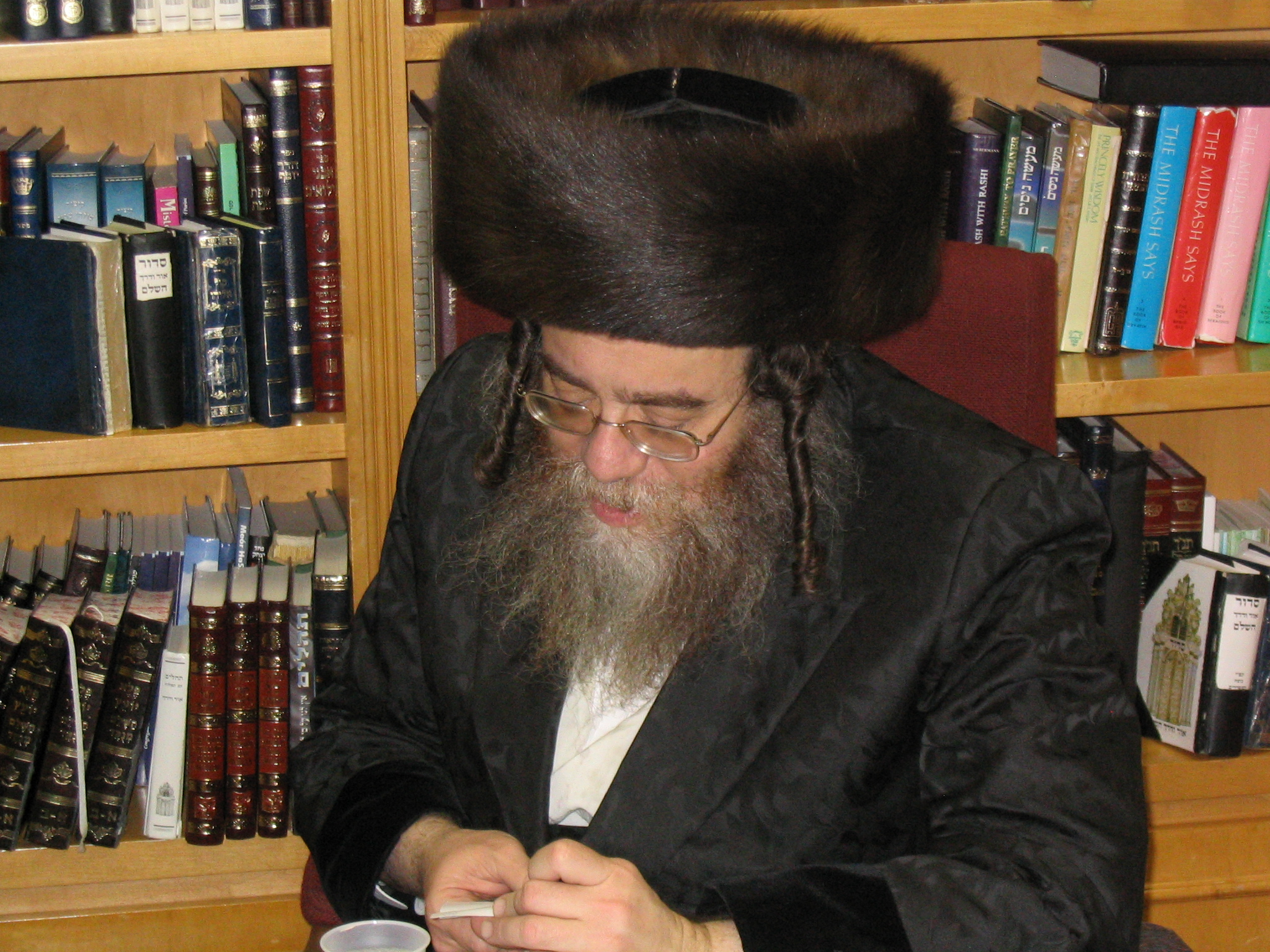
Ein chassidischer Rabbiner bekleidet mit Pekesche und Schtreimel aus Zobelschweifen

Der Schtreimel (jiddisch שטריימל schtrejml, Pl. שטריימלעך schtrejmlech) ist eine der markantesten jüdischen Kopfbedeckungen.

## Geschichte, Bedeutung und Machart

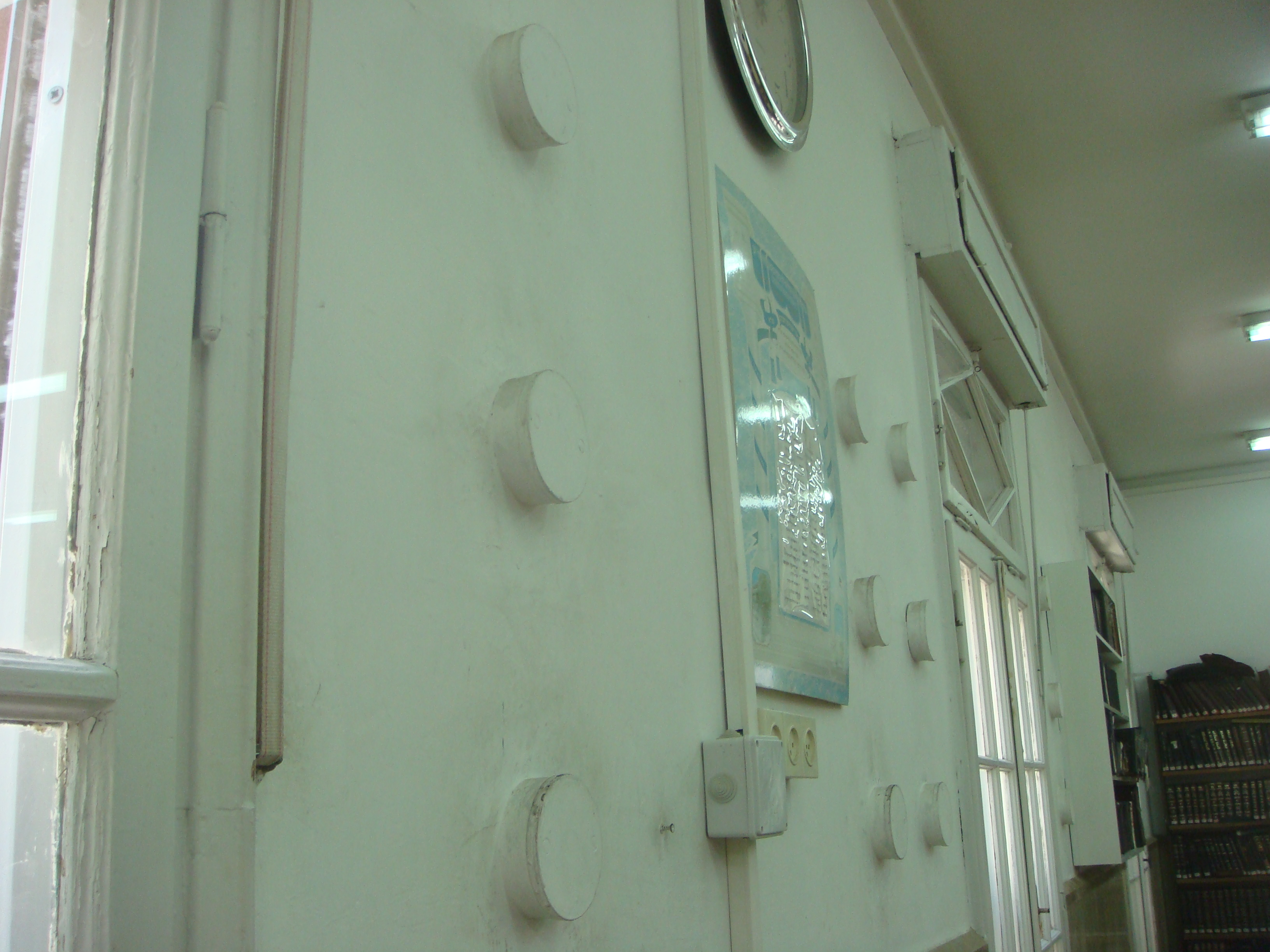
Aufhänger für Schtreimel in der Belzer Synagoge in Tel Aviv

Der Schtreimel hat seinen Ursprung vermutlich in ähnlichen traditionellen Pelzmützen, die von polnisch-russischen Adligen getragen wurden. Er wird heute vor allem von verheirateten chassidischen Juden während religiöser Feste und Feiern getragen. Er besteht aus einer Samtkappe mit einem braunen, breiten Pelzrand, meist aus Schwänzen russischer Zobel oder Fichtenmarderfell („Kanadischer Zobel“), aber auch aus Baummarderschweifen oder Schweifen amerikanischer Grisfuchsfelle.  Die Anzahl der verwendeten Schwänze – in der Regel 13, 18 oder 26 – hat eine besondere Bedeutung. Einige Fachleute vermuten, dass diese Zahlen mit den dreizehn Attributen der Barmherzigkeit im Buch Exodus zusammenhängen. Aber auch von in Brooklyn individuell angefertigten Mützen mit 30 bis zu über 100 Schweifen wird berichtet.
Der Schtreimel ist nicht mit dem Spodek zu verwechseln, der höher und deutlich schlanker gefertigt ist. Der Schtreimel wird von Angehörigen chassidischer Gemeinschaften getragen, die aus Galizien, der Bukowina, Rumänien und Ungarn stammen, der Spodek von solchen, die aus Kongresspolen sind.
Durch die Shoah ist die Schtreimeltradition in Europa fast mit vernichtet worden. In den chassidischen Gemeinden etwa von New York City, Montreal, London, Antwerpen, Zürich, Wien, Jerusalem und Bnei Brak ist das Tragen des Schtreimels jedoch (wieder) verbreitet. Schtreimel werden zurzeit in Israel, New York City und Montreal angefertigt.

## Sonstiges
Der in Frankreich bis Anfang der 1960er Jahre fast vergessene Schtreimel wurde durch den Film Die Abenteuer des Rabbi Jacob als Symbol jüdisch-chassidischer Kultur wieder größeren Bevölkerungskreisen ins Bewusstsein gerufen.